# Cantone di La Fresnaye-sur-Chédouet
Il Cantone di La Fresnaye-sur-Chédouet era una divisione amministrativa dell'arrondissement di Mamers.
È stato soppresso a seguito della riforma complessiva dei cantoni del 2014, che è entrata in vigore con le elezioni dipartimentali del 2015.
Comprendeva i comuni di:
- Aillières-Beauvoir
- Les Aulneaux
- Blèves
- Chassé
- Chenay
- La Fresnaye-sur-Chédouet
- Lignières-la-Carelle
- Louzes
- Montigny
- Neufchâtel-en-Saosnois
- Roullée
- Saint-Rigomer-des-Bois